# ユーネス・エル・アイナウイ
ユーネス・エル・アイナウイ（アラビア語: يونس العيناوي, Younès El Aynaoui, 1971年9月12日 - ）は、モロッコ・ラバト出身の男子プロテニス選手。2歳年下のカリム・アラミ、ヒシャム・アラジと並び、長年にわたりモロッコのテニス界をリードしてきた選手である。左利き。シングルス自己最高位は14位。ATPツアーでシングルス5勝を挙げた。

## 来歴
エル・アイナウイは1990年に一週間ニック・ボロテリー・テニスアカデミーでの練習に参加し、プロになる決意を固め、同年プロ転向した。その年から男子テニス国別対抗戦デビスカップモロッコ代表に選ばれた。1993年の地元モロッコのハサン2世グランプリで初めてツアーの決勝に進出し、この時は準優勝だった。その後4度の準優勝があったのち、1999年のオランダ・オープンで初優勝を果たした。エル・アイナウイは最終的に5度の優勝と、11回の準優勝を果たした。ハサン2世グランプリでは前述の1993年の準優勝の後、2002年に優勝、2003年に準優勝を果たしている。
エル・アイナウイはグランドスラムでは4度ベスト8進出を果たしている。2000年全豪オープンでは3度のフルセットを制して準々決勝に進出し、準々決勝で世界ランク2位のエフゲニー・カフェルニコフに敗れた。なお、この大会では同じモロッコのヒシャム・アラジもベスト8進出しており、ベスト8に2人のモロッコ人が進出した。2002年全米オープンでは2回戦でアラジを破るなど、準々決勝に進出し、世界ランク1位のレイトン・ヒューイットに敗れた。2003年全豪オープンでは4回戦でヒューイットを破り準々決勝に進出した。準々決勝では世界ランク10位のアンディ・ロディックに6-4, 6-7, 6-4, 4-6, 19-21の激闘の末に敗れた。2003年全米オープンでは2回戦で当時まだ17歳のラファエル・ナダルに、3回戦で世界ランク10位のイジー・ノバクに、4回戦で世界ランク7位のカルロス・モヤに勝利し、2年連続の準々決勝に進出を果たした。準々決勝ではダビド・ナルバンディアンに敗れた。
エル・アイナウイはアラジ、アラミと共にデビスカップモロッコ代表として活躍し、2001年、2002年、2004年の3度、世界最上位16ヶ国によるワールドグループ入りを果たした。アイナウイは2002年ワールドグループ1回戦スペイン戦で2勝を挙げたが、モロッコは敗れた。アイナウイは2008年までデビスカップモロッコ代表として活躍し、「28勝19敗(シングルス26勝11敗、ダブルス2勝8敗)」の通算成績を残し、シングルスではモロッコ代表最多勝の記録を持つ。また、オリンピックにおいては、1992年バルセロナオリンピックと2004年アテネオリンピックに出場し、それぞれ2回戦、1回戦敗退だった。
2004年以降は怪我に悩まされるようになり、ランキングも3桁台まで落ち、トップ100に戻ることはなかった。アイナウイは2008年のオルレアンでのチャレンジャー大会を最後に現役を引退した。その後、2010年カタール・エクソンモービル・オープンで一時的に現役に復帰し、シングルスでは初戦を突破し2回戦まで勝ち上がった。その後、2015年から2017年にかけて数試合フューチャーズの大会に出場した。

## ATPツアー決勝進出結果

### シングルス: 16回 (5勝11敗)
| 大会グレード                                  |
| グランドスラム (0-0)                          |
| テニス・マスターズ・カップ (0-0)              |
| ATPマスターズシリーズ (0-0)                   |
| ATPインターナショナルシリーズ・ゴールド (0-1) |
| ATPインターナショナルシリーズ (5–10)          |

| サーフェス別タイトル |
| ハード (1–3)         |
| クレー (4-7)         |
| 芝 (0-0)             |
| カーペット (0-1)     |

| 結果   | No. | 決勝日         | 大会           | サーフェス        | 対戦相手                     | スコア                  |
| ------ | --- | -------------- | -------------- | ----------------- | ---------------------------- | ----------------------- |
| 準優勝 | 1.  | 1993年3月22日  | カサブランカ   | クレー            | ギリェルモ・ペレス・ロルダン | 4–6, 3–6                |
| 準優勝 | 2.  | 1996年1月7日   | ドーハ         | ハード            | ペトル・コルダ               | 6–7, 6–2, 6–7           |
| 準優勝 | 3.  | 1996年1月14日  | ジャカルタ     | ハード            | チャン・シャルケン           | 3–6, 2–6                |
| 準優勝 | 4.  | 1996年8月4日   | アムステルダム | クレー            | フランシスコ・クラベット     | 5–7, 1–6, 1–6           |
| 準優勝 | 5.  | 1998年11月16日 | サンティアゴ   | クレー            | フランシスコ・クラベット     | 2–6, 4–6                |
| 優勝   | 1.  | 1999年8月8日   | アムステルダム | クレー            | マリアノ・サバレタ           | 6–0, 6–3                |
| 準優勝 | 6.  | 2000年3月12日  | ボゴタ         | クレー            | マリアノ・プエルタ           | 4–6, 6–7                |
| 準優勝 | 7.  | 2001年7月22日  | アムステルダム | クレー            | アレックス・コレチャ         | 3–6, 7–5, 6–7, 6–3, 4–6 |
| 優勝   | 2.  | 2001年9月16日  | ブカレスト     | クレー            | アルベルト・モンタニェス     | 7–6, 7–6                |
| 準優勝 | 8.  | 2001年10月14日 | リヨン         | カーペット (室内) | イワン・リュビチッチ         | 3–6, 2–6                |
| 優勝   | 3.  | 2002年1月6日   | ドーハ         | ハード            | フェリックス・マンティーリャ | 4–6, 6–2, 6–2           |
| 準優勝 | 9.  | 2002年2月25日  | ドバイ         | ハード            | ファブリス・サントロ         | 4–6, 6–3, 3–6           |
| 優勝   | 4.  | 2002年4月14日  | カサブランカ   | クレー            | ギリェルモ・カナス           | 3–6, 6–3, 6–2           |
| 優勝   | 5.  | 2002年5月5日   | ミュンヘン     | クレー            | ライナー・シュットラー       | 6–4, 6–4                |
| 準優勝 | 10. | 2002年7月22日  | ボースタード   | クレー            | カルロス・モヤ               | 3–6, 6–2, 5–7           |
| 準優勝 | 11. | 2003年4月13日  | カサブランカ   | クレー            | ジュリアン・ブテ             | 2–6, 6–2, 1–6           |

## 4大大会シングルス成績
略語の説明
| W | F | SF | QF | #R | RR | Q# | LQ | A | Z# | PO | G | S | B | NMS | P | NH |

W=優勝, F=準優勝, SF=ベスト4, QF=ベスト8, #R=#回戦敗退, RR=ラウンドロビン敗退, Q#=予選#回戦敗退, LQ=予選敗退, A=大会不参加, Z#=デビスカップ/BJKカップ地域ゾーン, PO=デビスカップ/BJKカッププレーオフ, G=オリンピック金メダル, S=オリンピック銀メダル, B=オリンピック銅メダル, NMS=マスターズシリーズから降格, P=開催延期, NH=開催なし.
| 大会           | 1994 | 1995 | 1996 | 1997 | 1998 | 1999 | 2000 | 2001 | 2002 | 2003 | 2004 | 2005 | 2006 | 2007 | 通算成績 |
| -------------- | ---- | ---- | ---- | ---- | ---- | ---- | ---- | ---- | ---- | ---- | ---- | ---- | ---- | ---- | -------- |
| 全豪オープン   | 2R   | 1R   | A    | A    | A    | 2R   | QF   | 1R   | 3R   | QF   | 1R   | A    | A    | A    | 12–8     |
| 全仏オープン   | 1R   | 4R   | 1R   | A    | A    | 2R   | 4R   | 2R   | 2R   | 3R   | A    | A    | A    | LQ   | 11–8     |
| ウィンブルドン | 1R   | A    | 1R   | A    | A    | 2R   | 3R   | 3R   | 1R   | 3R   | A    | A    | A    | A    | 7–7      |
| 全米オープン   | 1R   | A    | 1R   | A    | A    | 2R   | 1R   | 1R   | QF   | QF   | 1R   | 1R   | A    | A    | 9–9      |